# Meyna parviflora
Meyna parviflora är en måreväxtart som beskrevs av Robyns. Meyna parviflora ingår i släktet Meyna och familjen måreväxter.
Artens utbredningsområde är Vietnam. Inga underarter finns listade i Catalogue of Life.